# Шапкин, Николай Петрович
Николай Петрович Шапкин (?—?) — российский врач.
В 1857 году окончил со званием лекаря медицинский факультет Московского университета, где был Демидовским стипендиатом. В следующем 1858 году был назначен ассистентом московской госпитальной терапевтической клиники, а впоследствии — ординатором Екатерининской больницы. Одновременно, в 1861—1875 годах состоял сверхштатным ординатором сифилитического отделения Московской больницы для чернорабочих. 
Шапкину принадлежит целый ряд сочинений и статей по медицине; некоторые медицинские сочинения переведены Шапкиным с немецкого языка. Отдельно Шапкиным изданы:
- «Триппер, его история, патология и радикальное лечение» (М., 1859);
- Гааль «Практическое руководство к постукиванию и выслушиванию и физической диагностике грудных болезней» (Пер. Н. Шапкина. — М.: тип. Лазаревск. ин-та вост. яз., 1859);
- «Об обязанности врача хранить вверенную тайну по законам Германии, Англии, Франции и России»;
- «Новое лечение венерической болезни оспопрививанием, изложенное ассистентом Екатерининской больницы Н. Шапкиным» (М.: тип. А. Семена, 1860. — 36 с.);
- «Учение о сифилисе профессора Берншпрунга» в изложении Шапкина (М.: тип. С. Орлова, 1862. — 35 с).

В Московской медицинской газете был напечатан ряд его статей, в числе которых:
- Клиническое наблюдение удлиненного выдыхания, как признака начала легочной бугорчатки (1859. — № 51);
- Несколько предупредительных слов о холере (1860. — № 20);
- Новый способ очищения воздуха в больнице, казармах, анатомических залах, школах и измерение количества вредных газов (1861. — № 46).

В сотрудничестве с профессором В. А. Легониным Шапкин перевёл: Бекер Судебная медицина // «Медицинский музей». — 1858. — № 1) и «Офтальмиатрия» ( // «Медицинский музей». — 1859. — № 1). 
Шапкину принадлежат также весьма обстоятельные рецензии на сочинение Мансурова Современное учение о сифилитическом контагие («Медицинский вестник». — 1863. — №№ 37 и 38) и на переведённое А. Блюмом и К. Никитиным сочинение доктора Германа «Ртутные болезни и отношение их к сифилису» («Московская медицинская газета». — 1868. — №№ 1, 2 и 3). 